# Huragan Jeanne
Huragan Jeanne – dziesiąty nazwany sztorm tropikalny i siódmy huragan oraz piąty, główny huragan w sezonie huraganowym na Atlantyku w 2004 roku. Maksymalna prędkość wiatru wyniosła 120 mil na godzinę (195 km/h), co sprawiło, że zaliczono go do kategorii 3. w skali Saffira-Simpsona.
Huragan nawiedził pięć krajów położonych nad Atlantykiem oraz Morzem Karaibskim.
W wyniku przejścia huraganu najbardziej ucierpiało Haiti, gdzie zginęło ponad 3000 osób. Huragan spowodował liczne lawiny błotne. Najwięcej ofiar znajdowało się w mieście Gonaïves, gdzie zginęło około 2000 osób. Ponadto niemal wszystkie budynki w Gonaïves zostały zniszczone, a ponad 250 tys. osób pozostało bez dachu nad głową.
Huragan Jeanne spowodował śmierć 3037 osób, co czyni go czwartym pod względem liczby ofiar huraganem w historii. Ponadto dokonał zniszczeń oszacowanych na blisko 7 miliardów dolarów.
Ze względu na znaczne straty materialne oraz straty w ludziach, jakie wywołał Jeanne, nazwa ta została wycofana z ponownego użycia w nazewnictwie cyklonów tropikalnych nad Atlantykiem.

## Ofiary huraganu
| Kraj              | Ofiary śmiertelne |
| ----------------- | ----------------- |
| Haiti             | 3006              |
| Dominikana        | 18                |
| Portoryko         | 8                 |
| Stany Zjednoczone | 5                 |
| Razem:            | 3037              |

## Galeria

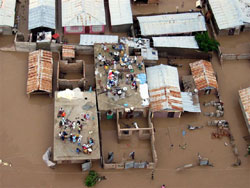
Powódź na Haiti po przejściu huraganu Jeanne.
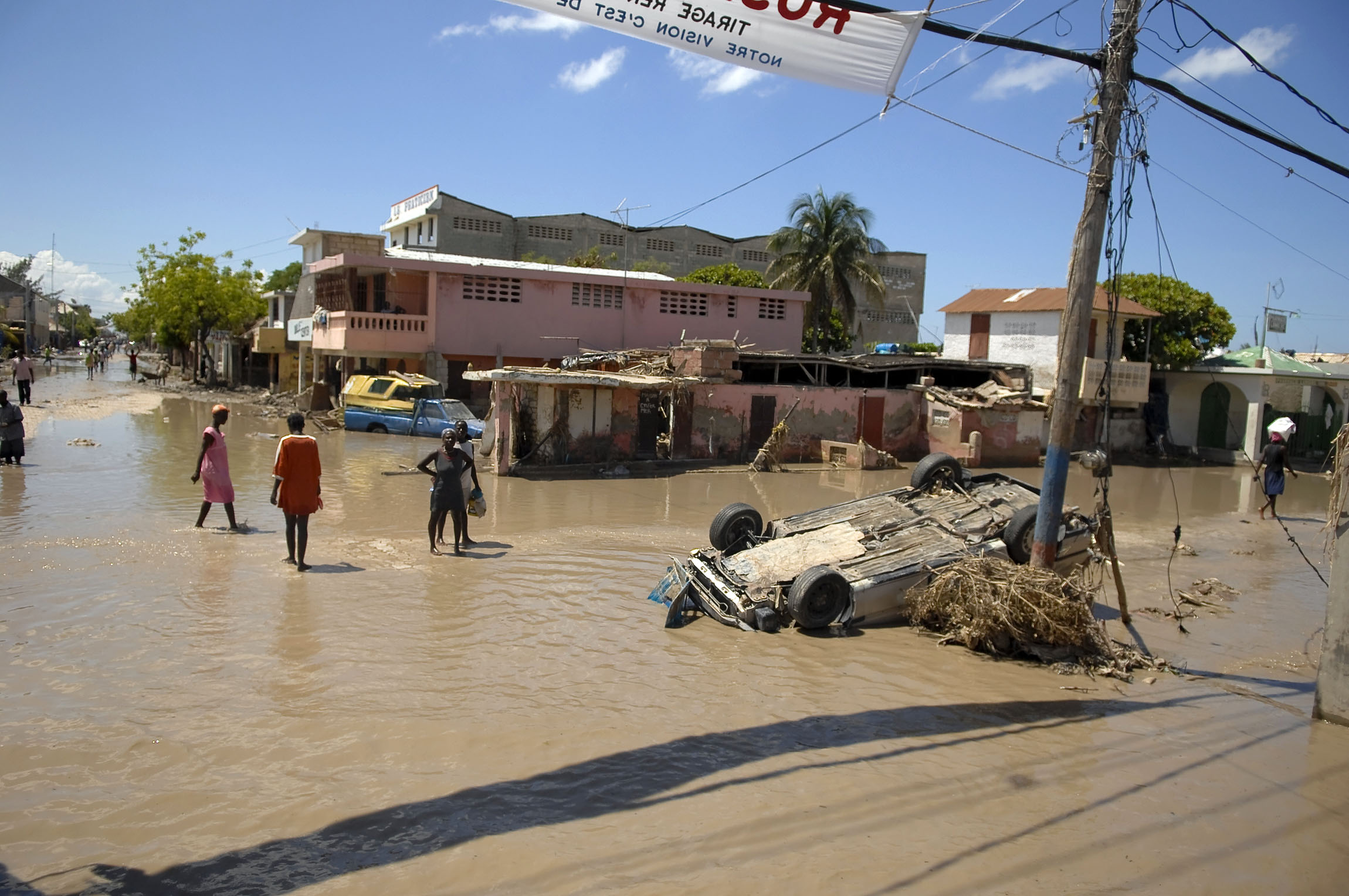
Zniszczenia po przejściu huraganu Jeanne na Haiti.